# Avram (Novgorod)
Pour les articles homonymes, voir Avram.
Maître Avram (en russe : Аврам) est un sculpteur et fondeur qui a travaillé à la restauration de la porte de Korsoun à la cathédrale Sainte-Sophie de Novgorod. Cette porte a été réalisée en 1152–1154.

## Histoire
Avram est représenté sur les portes entre les maîtres allemands Riquinus et Waismuth avec sa signature « Maître Avram ». Il apparaît avec un marteau et des pinces. Il porte une croix sur la poitrine à la différence des Allemands. 
Comme le style de son personnage sculpté sur la porte est différent de celui des autres sujets, certains critiques d'art considèrent qu'il est intervenu pour restaurer la porte après sa réalisation et qu'il a rajouté sa statuette à celle des auteurs Allemands, sur cette porte de Korsoun. Dans ce cas il n'aurait pas vécu au milieu du XIIe siècle, quand la porte a été réalisée, mais plus tard. Certains historiens datent son activité à l'étranger du XIIe siècle et XIIIe siècle ( A. I. Anisimov, Victor Lazarev d'autres du XVe siècle ( Anjeï Poppe, I. A. Sterligova). Sterligov considère d'ailleurs que c'est Avram qui, avec un artel d'artistes, a ajouté les scènes de la Descente aux limbes et de la Création d'Ève et encore quelques autres aux portes de Korsoun.

## Source
- (ru) Cet article est partiellement ou en totalité issu de l’article de Wikipédia en russe intitulé « Аврам (новгородский мастер) » (voir la liste des auteurs).